# 西撒哈拉
西撒哈拉（阿拉伯语：الصحراء الغربية，Aṣ-Ṣaḥrā' al-Gharbīyah）位於非洲西北部，與南部茅利塔尼亞伊斯蘭共和國、東北部的阿爾及利亞相鄰。地處撒哈拉沙漠西部，濱臨大西洋，該地是一個有爭議地區，1886年原屬西班牙，1958年摩洛哥、阿爾及利亞、茅利塔尼亞反對西班牙殖民西撒哈拉區域。1975年11月14日簽立「馬德里廣場條約」，西班牙須依約撤出西撒哈拉。1973年5月起撒拉威人由阿爾及利亞協助組成：「西撒哈拉人民解放陣線」，或稱：「波里薩利奧陣線」，爭取該地從西班牙殖民地獨立，也於1975年11月開始與擴展領土至西撒哈拉的北境摩洛哥戰爭。到1976年2月26日完全撤離西撒哈拉境內。當地獨立武裝組織由阿爾及利亞暗助的西撒哈拉人民解放陣線，又稱波利薩里奧陣線活動在該地區沙牆東部大約四分之一的荒蕪地區稱為“自由區”），其餘地區為摩洛哥王國統治。1992年聯合國調解下，摩洛哥與西撒人陣達成停火協議。共有30餘個國家承認西撒人陣所領導的阿拉伯撒哈拉民主共和國為獨立的阿拉伯國家。主要居民為撒拉威人、柏柏爾人、阿拉伯人。2020年西撒哈拉人民解放陣線向聯合國表示摩洛哥私下不斷擴展領地，欲超越停火協議的四分之三領地，有意佔據沙牆四分之一西撒人陣領地。目前2025年1月起美國第二次由唐納·川普當總統，欲承認西撒哈拉全部土地皆為摩洛哥所有。

## 歷史

位於西撒哈拉的摩洛哥控制區（紫色）和撒拉威阿拉伯民主共和國控制區（綠色）

公元7世纪，阿拉伯人進入西撒哈拉地區。15世纪中叶，葡萄牙人入侵此地。19世纪，西班牙人也開始入侵西撒哈拉，於1886年將之劃為西班牙保護地。1958年，西撒哈拉被改設為撒哈拉省，隸屬於西属西非洲。然而，西班牙在該地區的殖民统治遭到阿爾及利亞、摩洛哥以及毛里塔尼亚等三國的反对。
1973年5月，在阿爾及利亞的支持下，薩基亞阿姆拉和里奧德奧羅人民解放陣線（簡稱「波利薩里奧陣線」或「西撒人陣」）宣布成立，同時决定通過武裝鬥爭爭取西撒哈拉獨立。
1975年11月，摩洛哥組織绿色进军，35万名志愿者开进西撒哈拉。11月14日，西班牙、摩洛哥、毛里塔尼亚三國簽訂《马德里协议》，規定西班牙必須最遲於1976年2月26日撤离西撒哈拉。
1976年2月，西班牙履行協議，開始陸續地將其軍隊全數撤出西撒哈拉。随即摩洛哥便與毛里塔尼亚簽訂了瓜分西撒哈拉的協定：摩佔領北部17万平方公里、毛里塔尼亚佔領南部9万平方公里，但此舉遭到了西撒哈拉波利薩里奧陣線的强烈反对和阿爾及利亞的强烈谴责。1976年2月26日，西班牙军队全部撤出西属撒哈拉。1976年2月27日，波利薩里奧陣線在西撒哈拉的比尔莱赫卢宣布成立撒拉威阿拉伯民主共和國，而其政府后来則临时设立於阿尔及利亚廷杜夫省南部的撒哈拉难民营內，但是法律规定阿拉伯撒哈拉民主共和國的首都仍为西属撒哈拉时期的首府阿尤恩。此后，波利薩里奧陣線和摩洛哥的武裝衝突不斷發生。而毛里塔尼亚则在西撒哈拉战争战败后退出。

摩洛哥沙墙（红线）左侧为摩洛哥控制区，右侧为西撒人阵控制区

1979年8月，由於無法抵禦波利薩里奧陣線游擊隊的進攻，毛里塔尼亚放弃对西撒哈拉的领土要求，主動退出西撒战争，而摩洛哥則趁機占領了原來的毛里塔尼亚占据的里奥德奥罗南部區域，并不断向西撒腹地推进。
1984年，波利薩里奧陣線領導下的撒拉威阿拉伯民主共和國加入非洲團結組織，而摩洛哥則為此退出該組織。
1987年，摩洛哥幾乎控制了西撒哈拉的大部分領土。與此同時，摩洛哥逐漸在西撒建立起6道總長達2,720公里的防禦墻，並派遣軍隊駐守和設立相應的行政管理機構。
1991年，摩洛哥和波利薩里奧陣線同意聯合國的停火解決计划，联合国遂设立联合国西撒哈拉全民投票特派团。相關的公民投票原定於1992年舉行，但隨後很快陷入了停頓狀態。1997年，雙方達成休士頓協議，預定在1998年舉行公民投票，但在摩洛哥反悔之下未實現。在举行公投的问题上，双方的主要分歧在于投票权资格等方面，绿色进军带来的大量移民使公投作为解决问题的选项之公正性大打折扣。

### 政治地位
2007年4月，摩洛哥推出西撒哈拉自治計畫，希望以此重啟西撒哈拉問題和談進程，但遭到了波利薩里奧陣線的反對，双方在该地区主权过渡进程上互有不可妥协之处。波利薩里奧陣線声称摩洛哥当局在其控制的西撒哈拉地区侵犯当地居民人权，并谴责摩洛哥官方的阿拉伯马格里布通讯社蓄意丑化撒拉威阿拉伯民主共和國的国际形象。
2009年4月30日，联合国安理会一致通过联合国大会第1871号决议，将联合国西撒哈拉全民投票特派团任期从即日起延长1年。决议说，安理会欢迎摩洛哥和西撒哈拉人民解放阵线同意举行小型的非正式会谈，为第五轮谈判作准备。 
2010年2月10日至11日，西撒哈拉问题有关各方已同意在美国纽约州威斯特徹斯特郡举行非正式谈判。联合国秘书长潘基文的西撒哈拉问题特使克里斯托弗·罗斯主持了此次谈判，西撒哈拉地区冲突方──摩洛哥和西撒哈拉人民解放阵线（波利萨里奥阵线），以及阿尔及利亚人民民主共和国和毛里塔尼亚伊斯兰共和国的代表出席。
同年11月，西撒哈拉问题第三次非正式会谈在纽约长岛举行。与会各方进行了“广泛、坦诚”的会谈，但并未取得实质进展。12月16日至18日，西撒哈拉问题第四次非正式会谈在纽约长岛格林特里举行。谈判结束后发表的公报说，西撒拉问题冲突双方摩洛哥和西撒哈拉人民解放阵线拒绝将对方提议作为未来谈判的唯一基础。
2011年1月21日至23日，西撒哈拉问题第五次非正式会谈在美国纽约州长岛举行。会谈结束后发表的公报称，西撒哈拉问题冲突双方摩洛哥和西撒哈拉人民解放阵线分歧严重，仍拒绝将对方提议作为未来谈判的唯一基础，直至2019年联合国安理会延长西撒特派团任期，西撒哈拉问题的解决依旧毫无进展。
2020年12月10日，以色列和摩洛哥同意建立外交关系，美国也承认摩洛哥对西撒哈拉地区的主權。
截至2020年12月，共有68个联合国成员国支持摩洛哥对西撒哈拉的主张，并有20多个国家在阿尤恩或达赫拉开设领事馆（利比亚和埃及计划开设），而36个国家承认阿拉伯撒哈拉民主共和国。

## 地理

### 位置
纬度位置：20°46′N－27°40′N，位于北半球。按照地球五带的划分依据，三分之一位于热带，三分之二位于北温带。而北部边界恰好为北纬27°40′纬线。
经度位置：17°06′W－8°40′W，东部边界恰好为西经12°和8°40′W。从东西半球角度看，位于西半球，规定为0时区（格林尼治时间）。
海陆位置：西面临大西洋，东北与摩洛哥、阿尔及利亚相邻，南部与毛里塔尼亚相邻；位于撒哈拉沙漠西部。

### 气候
属典型的风沙地貌，全境除少数绿洲以外，几乎全是沙漠。西部沿海地区地势低平，海拔在200米以下；东部地区地势较高，海拔约450米。东北省海拔800米为全区最高地区。高原上有深谷，以萨吉耶哈拉干河谷最大。全境无一条常年性河流。属热带沙漠气候，年降雨量100毫米以下，有的地区经常十幾年沒下雨。日温差大，内地晝夜气温变化幅度为11℃－14℃。缺雨、干旱、闷热是西撒哈拉气候的特点。即使是沿大西洋边上的阿尤恩、达赫拉等地的年降雨量也只有40毫米左右。

## 文化
迄今為止，由於政治形勢的原因，對西撒哈拉文化的相關研究很少。一些對於西撒哈拉語言和文化的相關研究，主要是由法國研究人員進行，而他們目前已經在茅利塔尼亞北部的薩哈拉維社區進行了研究。

## 社會

### 性別關係
在西撒哈拉文化中，美將會通過增肥而得以體現。結婚前，女性故意暴飲暴食並進行有限的運動40天，以吸引即將成年的丈夫。如果女性想在結婚後增加體重，將重複此過程。人們相信女性身體增重後穿上西撒哈拉的傳統服飾才能具有吸引力。

## 服飾
西撒哈拉人穿的衣服包括達拉（daraa）袍，女人則會戴上梅菲拉（mefhla）頭巾。